# Brittany Abercrombie
Brittany Abercrombie (Escondido (California), 28 de diciembre de 1995) es una voleibolista estadounidense nacionalizada portorriqueña que se desempeña en la posición de opuesta. Con la selección de Puerto Rico disputó el Campeonato Mundial de 2022 y el Torneo de Clasificación Olímpica de 2023, entre otras competencias.

## Biografía
Nacida en California de padre estadounidense y madre originaria de Puerto Rico (debido a que sus padres militares trabajaban en la isla), comenzó la práctica del voleibol en el colegio secundario La Costa Canyon de Carlsbad. En 2014 se unió a la Universidad de Carolina del Sur y su equipo de liga NCAA, los USC Trojans, totalizando en su primera temporada 31 sets a lo largo de 15 partidos con 56 puntos de ataque, 17 por bloqueo y 6 de servicio. Tras culminar su carrera en la universidad, emigró a Polonia a comienzos de la temporada 2018/19 para continuar su trayectoria deportiva en el Radomka Radom, con el que logró ingresar a los playoffs a pesar de encontrarse en el último lugar en los comienzos de la temporada. Finalizó el campeonato con 253 puntos y dos premios MVP, siendo señalada por el portal deportivo SportoweFakty como uno de los mejores fichajes de la temporada.
De Polonia pasó a la liga alemana, donde jugó en el SC Potsdam por dos temporadas. Fue allí donde le comentó a la colocadora Jennifer Nogueras, su compañera de equipo portorriqueña, que su madre había nacido en la isla mientras su padre estuvo asignado a la base Roosevelt Roads. Nogueras la puso en contacto rápidamente con dirigentes de la Federación Puertorriqueña de Voleibol, quienes tras ponerse de acuerdo con la jugadora y su familia presentaron la solicitud ante la FIVB para el cambio de nacionalidad deportiva. En mayo de 2021 la FIVB aprobó la solicitud, por lo que la jugadora pudo comenzar a representar a Puerto Rico a pesar de no haber pisado nunca hasta ese momento suelo puertorriqueño.
Finalizada la temporada 2020/21 se sumó a las Pinkin de Corozal de la Liga de Voleibol Superior Femenina de Puerto Rico, ocupando plaza como jugadora nativa. Finalizado el torneo local partió a Turquía para unirse al Adam Voleybol de la segunda división, retornando al Pinkin al finalizar la temporada turca. En este torneo 2022 de la Liga de Voleibol Superior Femenino (LVSF), fue seleccionada como la Jugadora de Más Progreso del certamen, logrando el título con las Pinkin y finalizando como la tercera mejor anotadora de la serie regular 2022 con 287 puntos en total, 214 en ataques, 28 por la vía del bloqueo (décima en ese rubro) y 11 por servicio (octava) en 63 sets jugados. Se ubicó además en el séptimo puesto en defensas con 219.
Tras otra alternancia con la liga turca, en abril de 2023 retornó a las Pinkin de Corozal a tiempo para disputar los playoffs de la Liga Superior, logrando el bicampeonato con el equipo tras vencer a las Cangrejeras de Santurce por tres sets a uno. En este juego decisivo, Abercrombie fue la máxima anotadora del partido, con un total de 20 puntos (18 en ataque, dos por bloqueo). Poco tiempo después, en mayo de 2023, se confirmó su traspaso al IBK Altos de la Liga de Corea del Sur.

### Selección nacional
Debutó con el seleccionado portorriqueño en el Campeonato NORCECA de 2021, aprovechando la baja por maternidad de Paulina Prieto. En ese torneo consiguió la medalla de plata, lo que le valió la clasificación al Campeonato Mundial de 2022. Puerto Rico aseguró su plaza con un triunfo en semifinales ante Canadá, donde Abercrombie marcó 22 puntos en una actuación señalada por la prensa como «imparable» y «vital» para el equipo. En 2022 participó de la Copa Challenger de 2022, donde consiguió el tercer puesto, y el Campeonato Mundial disputado en los Países Bajos y Polonia, donde la selección de Puerto Rico finalizó en el puesto n.º 15. A nivel individual, en el campeonato mundial totalizó 132 puntos (120 de ataque, 10 por bloqueo, dos por saque) en nueve partidos, un promedio de 14,67 por juego.
En 2023 logró la medalla de plata en los Juegos Centroamericanos y del Caribe y la Copa Panamericana, donde Puerto Rico cayó en la final ante Argentina sin poder contar con Abercrombie en el partido decisivo a raíz de una lesión en fase de grupos justamente contra Argentina. La gravitancia de la jugadora en el seleccionado fue tal que el entrenador del equipo advirtió de una «dependencia» al juego de la atacante zurda. En el Torneo de Clasificación Olímpica de 2023 nuevamente se cruzaron las selecciones de Puerto Rico y Argentina, Abercrombie fue la figura del partido tras anotar 35 puntos (30 por ataque, tres de bloqueo, dos de saque) en un encuentro que finalizó 3:2 a favor de Puerto Rico. A nivel individual a lo largo del torneo consiguió 138 puntos en siete partidos (19,71 de promedio), distribuidos en 122 de ataque, 10 por bloqueo y seis por la vía del saque. Estos números la colocaron como la tercera mejor atacante del torneo, solo detrás de Magdalena Stysiak y Brayelin Martínez.

## Palmarés

#### Clubes
- Campeona - Liga de Voleibol Superior Femenino de Puerto Rico 2022, 2023 (con Pinkin de Corozal)

#### Selección nacional
- Subcampeona - Campeonato NORCECA de 2021
- Tercer Puesto - NORCECA Final Six 2022
- Tercer Puesto - Copa Challenger 2022
- Subcampeona - Juegos Centroamericanos y del Caribe 2023
- Subcampeona - Copa Panamericana 2023